# Hanna
Hanna ist ein weiblicher Vorname hebräischen Ursprungs. Weniger verbreitet ist der Name als Familienname. Im englischen Sprachraum herrscht die auch in Deutschland verwendete Variante Hannah vor.

## Herkunft und Bedeutung
Bei Hanna handelt es sich um eine Variante des hebräischen Namens חַנָּה Channa bzw. ẖannāh. Dieser Name geht auf die Wurzel חנן ẖnn „gnädig sein“, „sich erbarmen“ zurück. Ob es sich beim Namen um eine Kurzform der erschlossenen Perfektform חַן* ẖan mit ausgefallenem theophoren Element (Elhanna, Johanna u. ä.) „[Gott/der Herr] hat sich erbarmt“, eine Variante zum palmyrenischen Frauennamen חנא oder um eine feminine Form zu *ḥann- „Gunst“, „Gnade“ handelt, lässt sich nicht genau rekonstruieren.
In der Bibel gibt es drei Frauen namens Hanna:
- Hanna, die Mutter des Propheten Samuel (1 Sam 1–2 EU)
- Hanna, 84-jährige Witwe und Prophetin (Lk 2,36 EU)
- die Frau des Tobit und Mutter des Tobias (Tob 1,9 EU u. ö.).

Jesu Großmutter, die Mutter Marias, wird in der Bibel nicht erwähnt, ist jedoch in der kirchlichen Tradition als Anna bzw. Hanna bekannt.

## Verbreitung

### Deutschland
Der Name Hanna war in der ersten Hälfte des 20. Jahrhunderts ein mäßig populärer Vorname, der etwa seit Beginn des Zweiten Weltkrieges immer seltener vergeben wurde. Ab den 1970er Jahren wurde der Name zunehmend häufiger vergeben, auch in seiner englischen Schreibweise Hannah. Seit dem Ende der 1990er Jahre gehört der Name zu den beliebtesten weiblichen Vornamen in Deutschland. In den Jahren 2007, 2008, 2014 und 2019 belegte Hanna/Hannah Rang 1 der am häufigsten vergebenen Mädchennamen in Deutschland.
Die Schreibweisen Hanna und Hannah sind in Deutschland beinahe gleichhäufig vertreten. Seit 2010 steigt die Beliebtheit der Schreibweise Hanna, während Hannah seltener vergeben wird.

### International
Neben Deutschland ist der Name Hanna auch in Belarus, Finnland, Island, Schweden, Polen, Dänemark, der Schweiz, Österreich, Norwegen, Estland und den Niederlanden verbreitet.
Die hebräische Ursprungsform חנה erfreut sich in Israel ebenfalls großer Beliebtheit.

## Varianten
- Arabisch: حنّة (Hannah)
- Armenisch: Աննա (Anna)
- Bulgarisch: Анна (Anna), Ана (Ana), Анелия (Anelia, Aneliya), Анета (Aneta), Ани (Ani), Анка (Anka), Нели (Neli)
- Dänisch: Hanne
- Deutsch: Hannah, Hanne, Anna
  - Friesisch: Antje
  - Niederdeutsch: Anke, Antje
  - Sorbisch: Hana
- Englisch: Anissa, Ann, Anna, Anne, Hannah, Annie, Nan, Nancy, Nanette
  - Manx: Ann
  - Schottisch-Gälisch: Anna, Annag, Nandag
- Estnisch: Anna, Anne, Anneli, Anni, Annika, Anu
- Finnisch: Hannele (Diminutiv)
- Färöisch: Anna
- Fidschi: Ana
- Französisch: Anne, Annette, Annick, Annie, Anny, Anouk, Ninon
  - Bretonisch: Anna, Annaig, Annick
  - Okzitanisch: Anna
- Georgisch: ანა (Ana), ანანო (Anano), ანი (Ani), ანუკი (Anuki)
- Griechisch: Άννα (Ánna)
  - Altgriechisch (LXX): Aννα (Anna)
  - Altgriechisch (NT): Ἅννα (Hanna)
- Hebräisch: חנה (Channa)
  - Jiddisch: Henda, Hendel, Hene, Henye
- Italienisch: Anna, Annetta
- Kroatisch: Ana, Hana, Anica, Anita, Anja, Anka, Ankica, Jana
- Latein (Vulgata): Anna
- Lettisch: Anna, Anita
- Litauisch: Ona
- Mazedonisch: Ана (Ana), Анета (Aneta)
- Niederländisch: Hannah
- Norwegisch: Hanne
- Polnisch: Hania (Diminutiv)
- Portugiesisch: Ana, Anita
- Rumänisch: Ana, Anca, Ancuța, Ani, Anișoara
- Russisch: Анна (Anna), Аня (Anya, Anja, Ania), Аннушка (Annushka)
- Schwedisch: Annika, Hanne
- Serbisch: Ана (Ana), Аница (Anica), Ања (Anja), Анка (Anka), Анкица (Ankica), Јана (Jana)
- Slowakisch: Anna, Hana
- Slowenisch: Ana, Hana, Anica, Anika, Anita, Anja, Anka, Ankica, Anuša, Nuša
- Spanisch: Ana, Ani, Anita
  - Baskisch: Ane, Anne
  - Katalanisch: Aina, Anna
- Tonganisch: Ana
- Tschechisch: Anna, Hana, Aneta
- Ukrainisch: Анна (Anna), Ганна (Hanna)

Für Varianten der Langform: siehe Johanna
Für männliche Varianten: siehe Johannes

## Namenstage
- 2. Februar: nach der Prophetin Hanna (Darstellung des Herrn)
- 9. Dezember: nach Hanna, der Mutter Samuels

Weitere Namenstage: siehe Anna und Johanna

## Namensträger

### Hanna
- Hanna Alström (* 1981), schwedische Schauspielerin
- Hanna Aronsson Elfman (* 2002), schwedische Skirennläuferin
- Hanna Burgwitz (1919–2007), deutsche Schauspielerin
- Hanna Cauer (1902–1989), deutsche Bildhauerin und Malerin
- Hanna Damásio (* 1942), portugiesisch-amerikanische Neurowissenschaftlerin
- Hanna Eigel (* 1938), österreichische Eiskunstläuferin
- Hanna Falk (* 1989), schwedische Skilangläuferin
- Tante Hanna (Johanna Faust; 1825–1903), deutsche (Volks-)Missionarin
- Hanna Grisebach (1899–1988), deutsche Kunsthistorikerin, Galeristin und Schriftstellerin
- Hanna Hellmann (1877–1942), deutsche Literaturwissenschaftlerin
- Hanna Herbst (* 1990), deutsch-österreichische Journalistin
- Hanna Ihedioha (* 1997), deutsche Snowboarderin
- Hanna Jordan (1921–2014), deutsche Bühnen- und Kostümbildnerin
- Hanna Kulenty (* 1961), polnische Komponistin Zeitgenössischer Musik
- Hanna Laslo (* 1953), israelische Kabarettistin, Komödiantin und Schauspielerin
- Hanna Lützen (* 1962), dänische Autorin und Übersetzerin
- Hanna Mall (* 1990), deutsche Schauspielerin
- Hanna Marcussen (* 1977), norwegische Politikerin
- Hanna Maron (1923–2014), deutschstämmige israelische Schauspielerin
- Hanna Nagel (1907–1975), deutsche Künstlerin
- Hanna O’Donell (1874–1936), österreichische Schriftstellerin
- Hanna Plaß (* 1989), deutsche Schauspielerin
- Hanna Reitsch (1912–1979), deutsche Fliegerin
- Hanna Rovina (1889–1980), israelische Schauspielerin
- Hanna Scholz (* 1992), deutsche Schauspielerin
- Hanna Schygulla (* 1943), deutsche Schauspielerin
- Hanna Staub (* 2001), deutsche Skeletonfahrerin
- Hanna Suchocka (* 1946), polnische Politikerin und Juristin
- Hanna Titimez (* 1989), ukrainische Hürdenläuferin und Sprinterin
- Hanna Vollrath (* 1939), deutsche Historikerin für Mittelalterliche Geschichte
- Hanna Waag (1904–1995), deutsche Schauspielerin
- Hanna Wolff (Psychotherapeutin) (1910–2001), deutsche Psychotherapeutin und Theologin
- Hanna Wolff (Schriftstellerin) (1923–2010), deutsche Schriftstellerin
- Hanna Yttereng (* 1991), norwegische Handballspielerin
- Hanna Zweig-Strauss (1931–2014), Schweizer Ärztin und Historikerin deutscher Herkunft

### Hanka
- Hanka Bielicka (1915–2006), polnische Sängerin, Schauspielerin und Kabarettistin
- Hanka Durante (* 1976), deutsche Volleyballspielerin
- Hanka Faßke (1935–2002), sorbische Volkskundlerin und Slawistin
- Hanka Gregušová, (* 1980), slowakische Jazz-, Gospel- & Weltmusik-Sängerin
- Hanka Kliese, (* 1980), deutsche Politologin und Politikerin
- Hanka Kupfernagel (* 1974), deutsche Radrennfahrerin
- Hanka Mittelstädt (* 1987), deutsche Politikerin
- Hanka Petzold (1862–1937), norwegisch-deutsche Sängerin, Pianistin und Musikpädagogin
- Hanka Rjelka (* 1983), sorbische Schauspielerin